# مدل شکست لبه‌های تراس

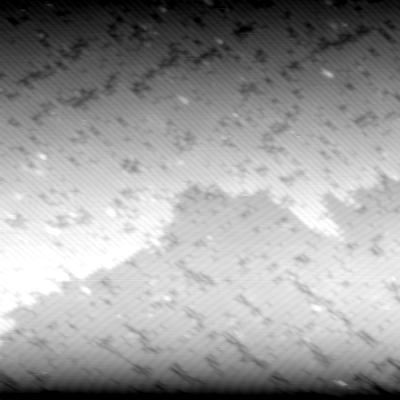
تصویر میکروسکوپ تونل زنی روبشی از یک سطح سیلیکونی تمیز (100) که یک لبه پله و همچنین بسیاری از جاهای خالی سطح را نشان می دهد. بسیاری از نقاط پیچ خوردگی در امتداد لبه تراس قابل مشاهده هستند. ردیف‌های قابل مشاهده، ردیف‌های دایمر در بازسازی ۲×۱ هستند.

## مقدمه
مدل شکست لبه‌های تراس یا Terrace-Ledge Kink Model، یک مدل نظری است که برای توصیف و تحلیل فرایندهای رشد سطح در مواد کریستالی استفاده می‌شود. این مدل به ویژه در زمینه‌های فیزیک سطح، علم مواد و شیمی سطح اهمیت دارد. 
سطوح کریستالی به عنوان مرز بین فازهای مختلف یک ماده، نقش کلیدی در خواص فیزیکی و شیمیایی آن ایفا می‌کنند. فرایندهای مختلفی از جمله رشد سطح، اتصالات اتمی و تغییرات در انرژی سطحی بر رفتار این سطوح تاثیر می‌گذارند. مدل شکست لبه‌های تراس یکی از مدل‌های رایج برای تحلیل تغییرات ساختاری در این مواد است.
در بسیاری از مواد کریستالی، سطح با ساختارهای ویژه‌ای به نام "تراس" (terrace) که به صورت نوارهای همسطح از لایه‌های اتمی مرتب در کنار یکدیگر قرار دارند، شناخته می‌شود. در این سطح، لبه‌های تراس‌ها به عنوان نواحی بحرانی شناخته می‌شوند که می‌توانند تحت تاثیر فرایندهای فیزیکی دچار شکست شوند.
تاریخچه مدل Terrace-Ledge Kink به اوایل قرن بیستم و پژوهش‌های اولیه در زمینه رشد بلورهای سطحی برمی‌گردد. اولین نظریه‌ها درباره سطوح کریستالی توسط فیزیکدانانی چون Bragg و Cabrera مطرح شد. در سال 1949، Burton و Cabrera اولین مدل جامع برای رشد سطح و شکل‌گیری تراس‌ها را ارائه دادند که به مدل Burton-Cabrera-Frank معروف است. این مدل به تحلیل چگونگی رشد بلور بر اساس اضافه شدن لایه‌های اتمی به سطح بلور پرداخته بود، اما توجه کمتری به لبه‌های تراس و تغییرات ساختاری آن‌ها داشت.

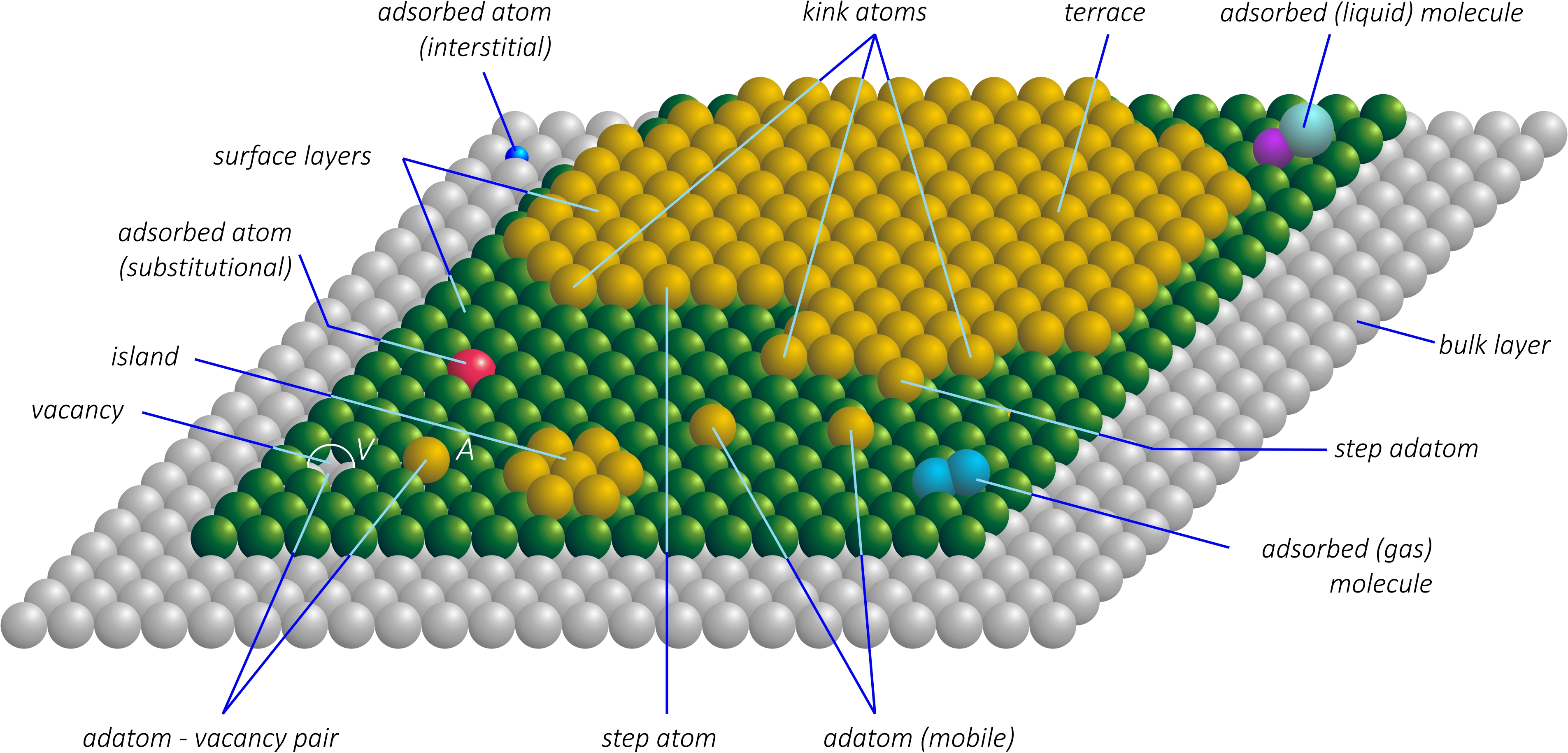
مدل توپی سطح کریستال های واقعی با پله ها پیچ خورگی ها اداتوم ها و جاهای خالی یک ماده کریستای کاملا بسته بندی شده را نشان میدهد. مولوکول های جذب شده و اتم های بینابینی هم نشان داده شده اند.

در دهه 1950، با پیشرفت‌های بیشتر در فیزیک سطح و شیمی سطح، مدل‌های جدیدتری مانند مدل‌های شکست لبه‌های تراس مطرح شدند. Mullins در سال 1957 مفهوم «کینک» را معرفی کرد که به نواحی ناپایدار در لبه‌های تراس اشاره داشت و بعدها این مفهوم در مدل‌های توسعه‌یافته‌تری وارد شد.
در دهه‌های 1980 و 1990، با پیشرفت‌های فناوری میکروسکوپ‌های نیروی اتمی (AFM) و تکنیک‌های طیف‌سنجی، پژوهشگران توانستند ساختارهای سطحی را با دقت بیشتری بررسی کنند و به درک بهتری از رفتار لبه‌های تراس و فرآیندهای شکست آن‌ها دست یابند.
مدل Terrace-Ledge Kink به توصیف شکاف‌ها و تغییرات ساختاری در لبه‌های تراس می‌پردازد. در این مدل، هر تراس به صورت یک سطح همسطح از اتم‌ها تعریف می‌شود که توسط لبه‌های تراس از دیگر تراس‌ها جدا شده است. این لبه‌ها به دلیل ناپایداری‌های انرژی‌ای که ایجاد می‌کنند، می‌توانند تحت شرایط خاصی مانند دما یا فشار به صورت "کینک" (kink) تغییر شکل دهند.
کینک‌ها نواحی هستند که در آن‌ها فاصله میان لایه‌های اتمی تغییر می‌کند. این نواحی به طور معمول ناپایدار هستند و به راحتی می‌توانند شکسته یا تغییر یابند. تغییرات در این ساختارها می‌تواند به تغییرات در خواص فیزیکی سطح، از جمله رشد کریستالی و ویژگی‌های مکانیکی آن‌ها منجر شود.

### در این مدل، سه فرایند اصلی وجود دارد که به طور مستقیم بر رفتار سطوح کریستالی تاثیر می‌گذارند:
1. رشد سطح: رشد لایه‌های اتمی بر روی سطوح کریستالی می‌تواند به شکل‌گیری تراس‌ها و لبه‌های آن‌ها منجر شود. این رشد ممکن است به طور غیر یکنواخت و به صورت لبه‌های کینک (kink edges) در سطح رخ دهد.
2. تغییرات انرژی سطحی: تغییرات در انرژی سطحی ناشی از عوامل مختلف مانند دما، فشار، یا حضور ناخالصی‌ها می‌تواند بر ناپایداری لبه‌های تراس‌ها تاثیر بگذارد. این تغییرات می‌توانند باعث شکست یا تغییر شکل این لبه‌ها شوند.
3. ترکیب مواد: ترکیب شیمیایی ماده می‌تواند تاثیر زیادی بر نحوه رفتار لبه‌های تراس‌ها داشته باشد. در برخی مواد خاص، ویژگی‌های شیمیایی می‌توانند باعث تقویت یا تضعیف پایداری ساختارهای لبه‌ای شوند.[۴]

### مدل Terrace-Ledge Kink در بسیاری از زمینه‌های علمی و صنعتی کاربرد دارد. برخی از این کاربردها عبارتند از:
1. - رشد بلورها و کریستال‌ها: در فرایندهای رشد بلور، تراس‌ها و لبه‌های آن‌ها نقش مهمی در سرعت و جهت رشد دارند. مدل Terrace-Ledge Kink می‌تواند برای پیش‌بینی رفتار این فرایندها مورد استفاده قرار گیرد.
2. - آسیب‌های سطحی: لبه‌های تراس به دلیل ویژگی‌های ناپایدارشان می‌توانند در معرض آسیب‌های سطحی قرار گیرند. این آسیب‌ها می‌توانند به تغییرات در خواص مکانیکی و فیزیکی ماده منجر شوند.
3. - مواد نیمه‌هادی و نانو ساختارها: در مطالعه مواد نیمه‌هادی و نانو ساختارها، رفتار سطوح و لبه‌ها نقش مهمی در تعیین ویژگی‌های الکتریکی و نوری ماده ایفا می‌کنند. مدل Terrace-Ledge Kink می‌تواند به تحلیل رفتار این سطوح کمک کند.
4. - مدیریت دما در فرایندهای صنعتی: در بسیاری از فرآیندهای صنعتی که نیاز به کنترل دمای دقیق دارند، مدل Terrace-Ledge Kink به شبیه‌سازی دقیق‌تر رفتار سطوح کریستالی در دماهای بالا کمک می‌کند. این اطلاعات برای بهینه‌سازی فرایندهای تولید و کاهش عیوب سطحی اهمیت دارند.[۵]

با گذشت زمان، مدل Terrace-Ledge Kink در بسیاری از جنبه‌ها تکامل یافته است. در دهه‌های اخیر، پژوهش‌های جدید به درک بهتری از چگونگی تعاملات مختلف بین اتم‌ها و لبه‌های تراس منجر شده است. این پیشرفت‌ها به بهبود شبیه‌سازی‌های کامپیوتری و مدل‌های ریاضی برای تحلیل رفتار سطوح کریستالی کمک کرده است.
همچنین، استفاده از تکنیک‌های جدید مانند میکروسکوپ نیروی اتمی (AFM) و طیف‌سنجی‌های پیشرفته، امکان مشاهده و تجزیه و تحلیل دقیق‌تر این فرایندها را فراهم کرده است. این تکنیک‌ها به پژوهشگران کمک می‌کنند تا مدل‌های دقیق‌تری از تغییرات ساختاری و پویایی سطوح کریستالی ایجاد کنند.
در این راستا، مدل‌های جدیدتری نیز به وجود آمده‌اند که تأثیر عوامل محیطی مانند فشار اتمسفری و میدان‌های مغناطیسی بر پایداری لبه‌های تراس را بررسی می‌کنند. این مدل‌ها به شبیه‌سازی شرایط واقعی‌تر کمک کرده و می‌توانند کاربردهای صنعتی و آزمایشگاهی بهتری ارائه دهند.
اگرچه مدل Terrace-Ledge Kink به عنوان یک ابزار مفید در تحلیل سطوح کریستالی شناخته می‌شود، اما چالش‌هایی نیز در کاربرد آن وجود دارد. یکی از محدودیت‌های اصلی مدل، نیاز به فرضیات ساده‌سازی شده در برخی از شرایط است. برای مثال، در مدل‌های ابتدایی فرض می‌شود که سطوح فقط تحت تاثیر یک میدان نیرو قرار دارند و تعاملات پیچیده‌تر مانند ناخالصی‌ها یا نقص‌های کریستالی در نظر گرفته نمی‌شود.
علاوه بر این، در دماهای بسیار بالا یا در مواد خاص، رفتار سطوح ممکن است از آنچه که در مدل پیش‌بینی می‌شود، متفاوت باشد. بنابراین، لازم است که مدل‌های پیچیده‌تری که شامل این پارامترها باشند، مورد استفاده قرار گیرند تا نتایج دقیق‌تری ارائه دهند.
مدل Terrace-Ledge Kink به عنوان یک ابزار مهم در علم مواد و فیزیک سطح، نقشی اساسی در تحلیل فرایندهای رشد سطح و تغییرات ساختاری مواد کریستالی ایفا می‌کند. این مدل با توجه به توانایی‌اش در توضیح رفتار لبه‌های تراس، به درک عمیق‌تری از فرآیندهای فیزیکی و شیمیایی سطوح کریستالی کمک می‌کند و می‌تواند کاربردهای زیادی در صنایع مختلف مانند ساخت نیمه‌هادی‌ها و نانومواد داشته باشد.
- رشد کریستال
- رشد بلور
- مرز دانه
- ساختار بلوری

1. ↑  "Terrace ledge kink model". Wikipedia (به انگلیسی). 2024-10-21.
2. ↑  Salditt, Tim; Spohn, Herbert (1993-05-01). "Kinetic roughening of a terrace ledge". Physical Review E (به انگلیسی). 47 (5): 3524–3531. doi:10.1103/PhysRevE.47.3524. ISSN 1063-651X.
3. ↑  Salditt, Tim; Spohn, Herbert (1993-05-01). "Kinetic roughening of a terrace ledge". Physical Review E (به انگلیسی). 47 (5): 3524–3531. doi:10.1103/PhysRevE.47.3524. ISSN 1063-651X.
4. ↑  «فرایند های کلیدی».
5. ↑  Salditt, Tim; Spohn, Herbert (1993-05-01). "Kinetic roughening of a terrace ledge". Physical Review E (به انگلیسی). 47 (5): 3524–3531. doi:10.1103/PhysRevE.47.3524. ISSN 1063-651X.
6. ↑  Salditt, Tim; Spohn, Herbert (1993-05-01). "Kinetic roughening of a terrace ledge". Physical Review E (به انگلیسی). 47 (5): 3524–3531. doi:10.1103/PhysRevE.47.3524. ISSN 1063-651X.